# João Maria Tudela
João Maria de Oliveira Pegado Bastos Carreira, que usou o nome artístico de "João Maria Tudella" (Lourenço Marques, 27 de Agosto de 1929 - Cascais, 22 de Abril de 2011), foi um cantor, músico e artista português. Desenvolveu uma intensa atividade como cantor. Foi um conhecido intérprete de muitos sucessos discográficos, entre eles, "Moçambique" e "Kanimambo" (com música do Maestro Artur Fonseca). Foi igualmente produtor e apresentador do programa de televisão "Noites de Gala", realizado em 1987, no Casino Estoril.

## Biografia

### Os estudos
Filho de Manuel João Bastos Carreira (Cabeceiras de Basto - Lisboa), Empresário, e de sua mulher (Lisboa, São Sebastião da Pedreira, divorciados) Alzira de Oliveira Pegado (Lourenço Marques, Conceição, 12 de Dezembro de 1903 (bap. 12 de Dezembro de 1905) - Lisboa, 28 de Novembro de 1972), filha única, uma família aristocrática radicada em Moçambique, João Maria Tudela, depois de concluir o ensino primário em Lourenço Marques, actual Maputo, prosseguiu os seus estudos na África do Sul, até aos 13 anos, regressando a Lourenço Marques onde frequentou o Liceu Salazar. Era enteado (Lourenço Marques, 11 de Janeiro de 1937) de Rodrigo de Sousa Tudella de Meneses e Castilho (Viseu, São João de Lourosa - Lisboa), Oficial da Marinha Mercante, neto materno da 1.ª Viscondessa de Taveiro e sobrinho materno do 2.º Visconde de Taveiro e 1.º Conde de Santar, do qual usou o apelido e do qual tinha um meio-irmão, Rodrigo José de Oliveira Pegado de Sousa Tudella de Castilho.
Em 1944 vai para Coimbra, onde canta, em ambientes informais, no meio estudantil.

### O regresso a Moçambique
Em 1950, não tendo acabado o curso, regressa a Lourenço Marques, por decisão da família.
Nesta cidade trabalha na Companhia de Seguros Império (quatro anos) e na Shell (7 anos), empresa onde ocupa o lugar de responsável comercial.
Foi Secretário Particular do Eng.º Jorge Jardim, com o qual trabalhou nos contactos desenvolvidos antes do 25 de Abril de 1974, com vista à Autonomia e eventual Independência de Moçambique.

### A actividade musical até à profissionalização
Logo em 1950 começa a interpretar, no Rádio Clube de Moçambique, músicas ligadas à tradição musical coimbrã.
Nos anos seguintes canta na rádio e em clubes em Moçambique, África do Sul e Rodésia (actual Zimbabwe).
Em 1957, com Dan Hill e Seu Quinteto, grava, para a editora sul-africana Gallotone, o LP Sundown at Lourenço Marques.
Começa, entretanto, a constituir reportório próprio com a colaboração de Reinaldo Ferreira e Gustavo Matos Sequeira (letras) e de Artur Fonseca (músicas).
Em 1959 lança, no Rádio Clube de Moçambique, Kanimambo, com letra de Reinaldo Ferreira e Matos Sequeira e música de Artur Fonseca, editada igualmente pela Gallotone e também pela Valentim de Carvalho (Portugal).
No mesmo ano, grava, de novo para a Gallotone, o LP Uma Casa Portuguesa: João Tudella Canta Música de Artur Fonseca, incluindo as composições Uma Casa Portuguesa, Moçambique, Baião, Baião, Magaíça, Lourenço Marques, É Uene, Uma Estrela Falou, Adeus Cidade, Holiday In Lourenço Marques, Hambanine e Macala
O sucesso de Kanimambo, e de outras composições entretanto lançadas, acabam por o conduzir à profissionalização.

### A profissionalização
Em 1961, João Maria Tudella fixa-se em Portugal, onde actua na rádio, na televisão, em cruzeiros e em salas de espectáculo.
Em 1966 e 1968 (com Ao Vento e às Andorinhas) concorre ao Festival RTP da Canção como intérprete e, em 1969, como compositor, com Fernando Alvim, com a canção Tenho Amor para Amar, interpretada pelo Duo Ouro Negro.
O contacto com personalidades da oposição política ao regime do Estado Novo, como Mário Castrim, Alice Vieira, Ary dos Santos e Fernando Tordo, altera a orientação do seu reportório. Em 1969 grava para a Decca o LP Tudella Canta Música de Pedro Jordão, onde se incluem poemas de José Gomes Ferreira (Fuzilaram um Homem num País Distante]), Manuel Alegre (Liberdade e Os Ratos). Em 1968 é proibido de actuar na RTP por ter cantado, em directo, no programa Natal dos Hospitais a composição Cama 4, sala 5 de Ary dos Santos e Nuno Nazareth Fernandes.
Casou em Lisboa a 27 de Junho de 1990 com Filomena Maria Ferreira da Fonseca (Lisboa, 14 de Dezembro de 1956), filha de Ilídio Oliveira da Fonseca e de sua mulher Maria Arminda Pinho Ferreira, da qual teve um filho João Maria da Fonseca Bastos Carreira (Lisboa, 19 de Março de 1991) e uma filha Maria Carlota da Fonseca Bastos Carreira (Lisboa, 8 de Outubro de 1994).